# Gut Leye

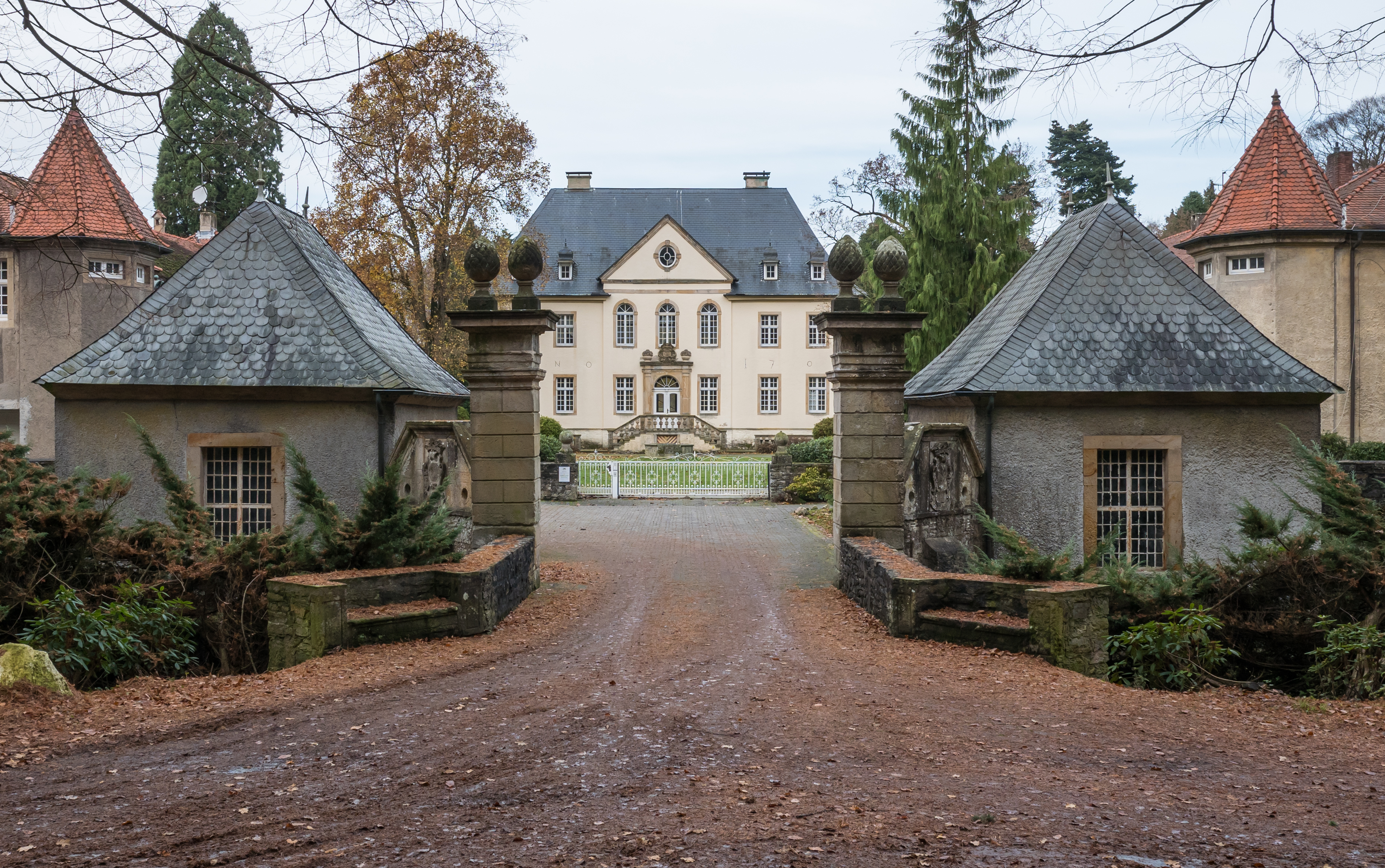
Gut Leye in Atter 2016

Das Gut Leye ist eine Gutsanlage mit Herrenhaus im großen Wald- und Landschaftsgebiet Leye in Osnabrück-Atter.
 Es befindet sich seit 1680 im Besitz der Familie Ostman von der Leye. 
Das Gut gehört zu einer Reihe von Herrensitzen, die der Stadtadel von Osnabrück um die Stadt gebaut hatte. Anders als bei den Herrenhäusern Honeburg, Sandfort oder Sutthausen kommt in Leye der repräsentative barocke Charakter stärker zum Vorschein. Eine gerade Allee und ein sternförmiges Wegenetz führen zu dem frei stehenden Herrenhaus. Mit zwei seitlichen symmetrisch angeordneten Vorgebäuden, Torhäusern und einer Kapelle bildet es einen in sich geschlossenen Komplex. Das Haupthaus ist heute nicht mehr bewohnt und wird als Fotostudio vom Fotografen Michael Stange genutzt. Die große Kapelle steht außerdem der Pfarrei Eversburg zur Verfügung.

## Die Geschichte der Familie Ostman von der Leye und Gut Leye
Johann Adolf Graf von Tecklenburg verkaufte am 26. September 1679 das landwirtschaftliche Gebiet „Leye“ für 3000 Taler an den Domkapitular Otto Heinrich von Oer und dessen Bruder, Oberst Hermann Philipp von Oer, der Stadtkommandant in Osnabrück war. 

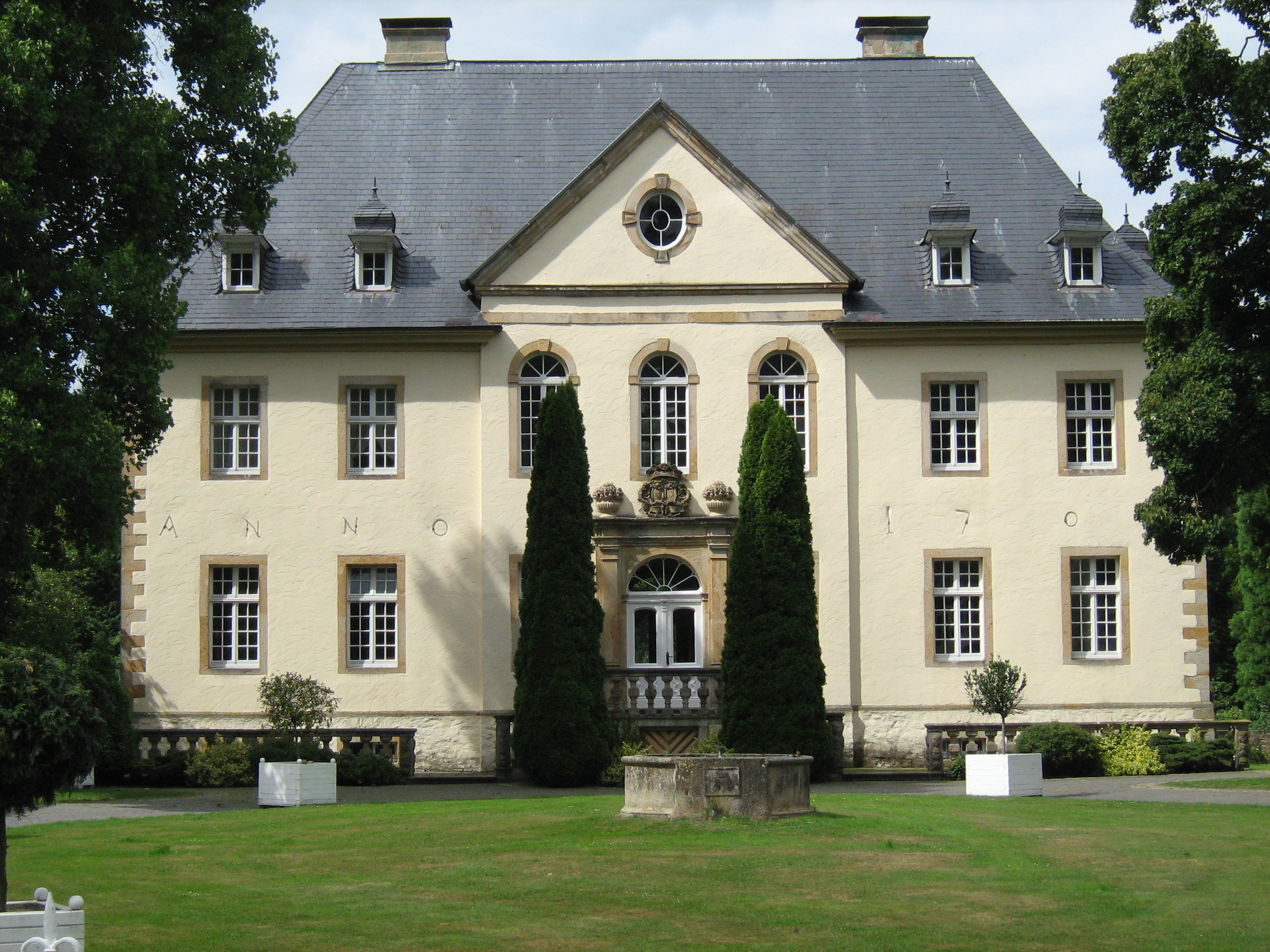
Herrenhaus Gut Leye

Wappen der Ostman von der Leye

Letzterer war durch Heirat in den Besitz vom Gut Langelage gekommen und überlebte seinen Bruder. Deshalb verkaufte er die Leye im Jahr 1680 an Franz Ostman, den geheimen Rat vom Fürstbischof in Osnabrück und Vizekanzler.
Im Jahr 1703 erbaute Franz Ostman (* 1645), auf Leye das Herrenhaus mit den beiden seitlichen Vorgebäuden. Am 24. September 1705 wurde ihm das Prädikat „von der Leye“ als erblicher Adelstitel verliehen, wobei er seinerzeit schon zu den einflussreichsten Mitgliedern der fürstbischöflichen Regierung im Hochstift Osnabrück gehörte. Am 23. September 1709 machte er in seinem Testament Leye zum Familiensitz. Er war verheiratet mit Catharina Jofina von Stael zu Sutthausen. 

### Der dauerhafte Familiensitz
Am 4. Oktober 1719 starb Franz Ostman. Gut Leye hatte er seinem ältesten Sohn Sixt Anton vererbt.

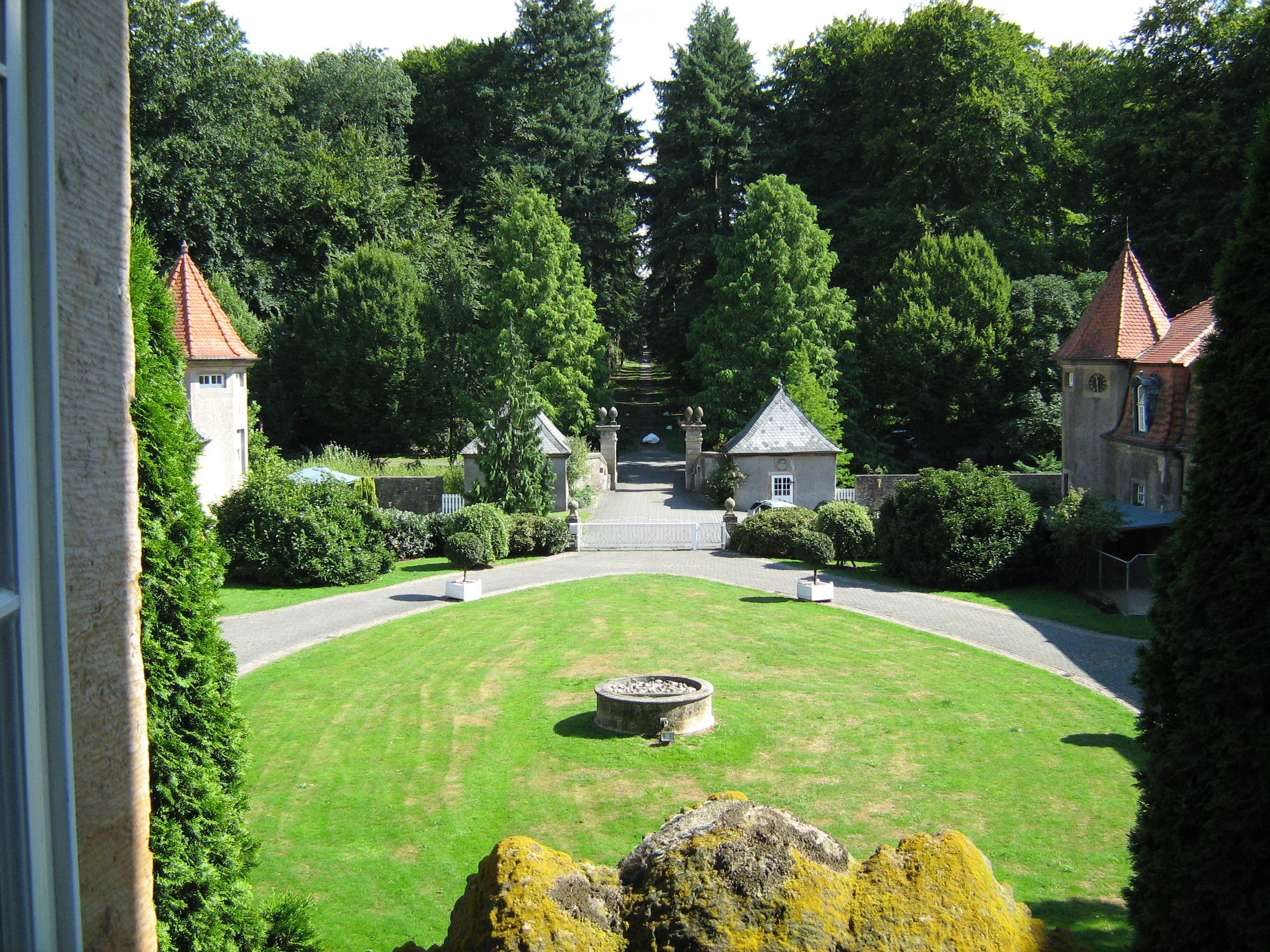
Innenhof mit Allee

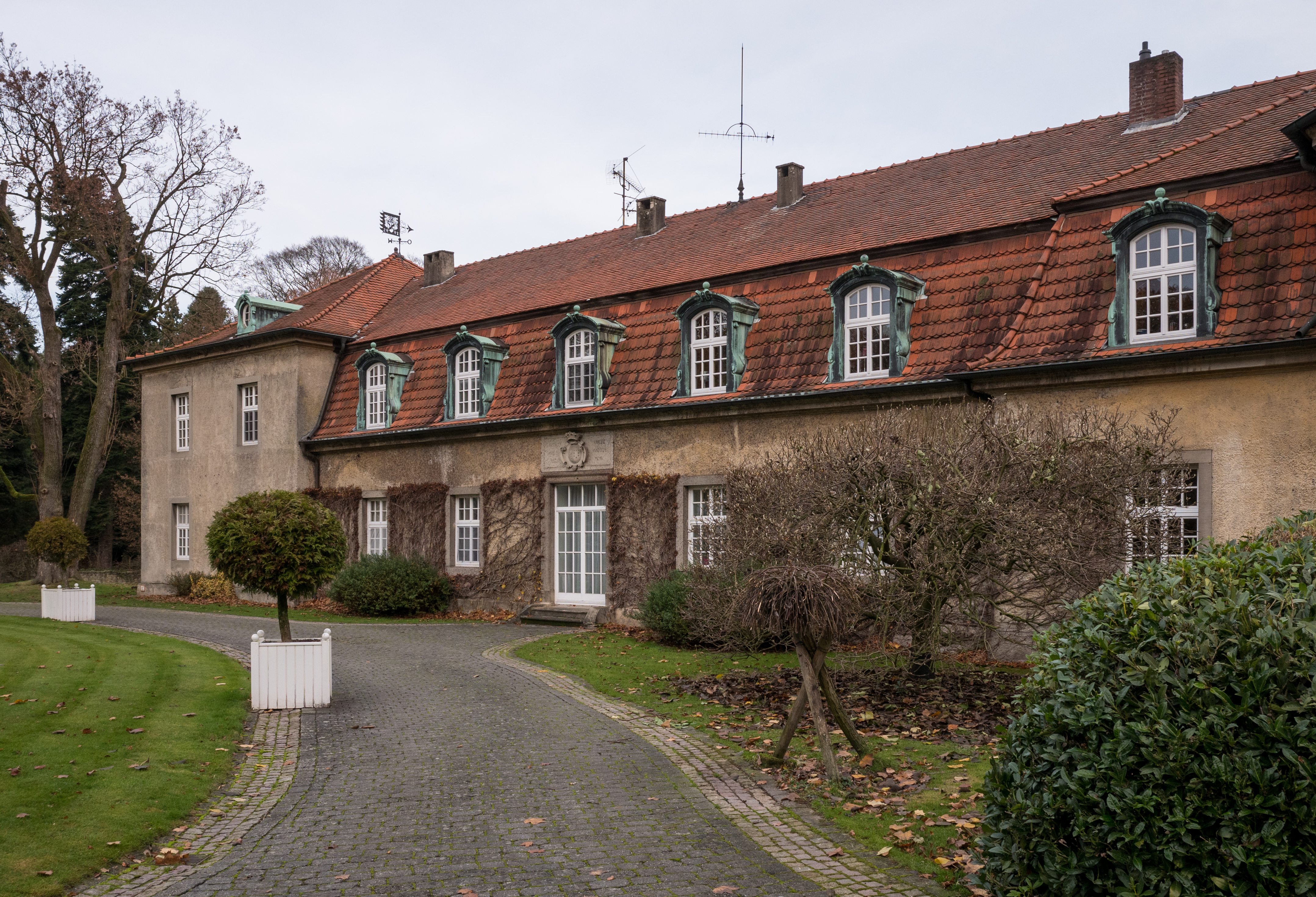
Östliches Seitenhaus

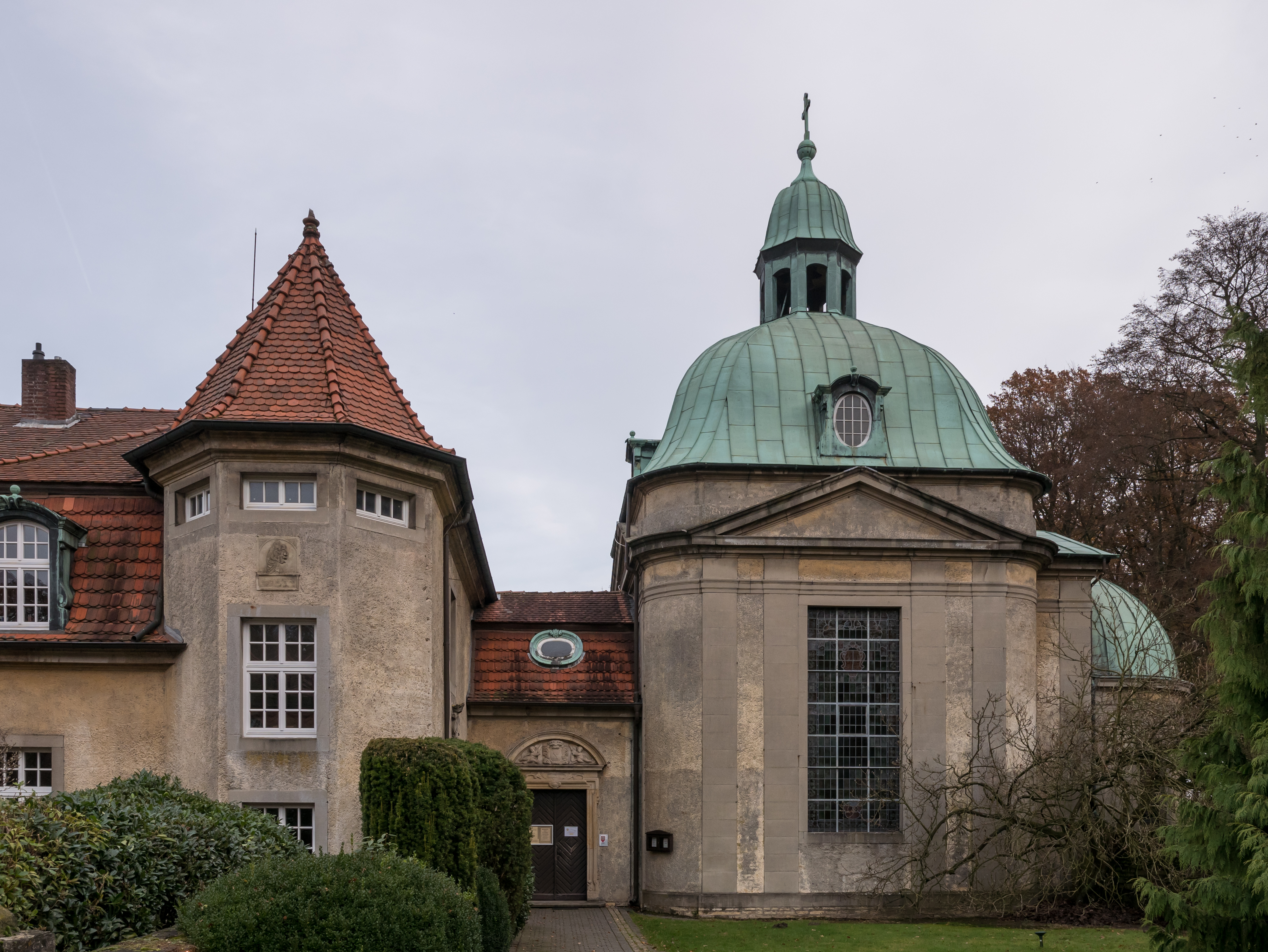
Kapelle Gut Leye

Sixt Anton Ostman von der Leye war kaiserlicher Reichshofrat, geheimer Rat vom Fürstbischof in Osnabrück und Kanzleidirektor und verheiratet mit Franziska Maria Freiin von Kerckerinck zu Borg. Zusammen mit seinen Geschwistern erweiterte er den Familienbesitz durch Einverleibung von Immobilien und Mobilien. Am 8. Oktober 1740 wurde ihm vom Kaiser der erbliche Reichsfreiherrentitel verliehen. Er verstarb im Jahr 1745.
Sein ältester Sohn Stephan Florenz folgte ihm nach, und am 29. September 1813, nach dessen Tod, wurde Leye an wiederum dessen einzigen Sohn Florenz Conrad vererbt. Am 29. Oktober 1831 starb Florenz Conrad, und es folgte ihm sein Sohn Friedrich, der schon ein Jahr später verstarb. Friedrich hatte drei Söhne, von denen die beiden ältesten minderjährig verstarben. Also wurde der jüngste Sohn Ludwig sein Nachfolger. 
Ludwig war Landschaftsrat der Osnabrücker Ritterschaft. Er verstarb am 16. September 1901. Sein ältester Sohn Clemens-August Freiherr Ostman von der Leye erbte den Besitz und heiratete Eleonore Freiin von Fürstenberg-Stammheim. Clemens-August war königlich preußischer Landrat a. D. und Regierungsrat sowie Landschaftsrat der Osnabrücker Ritterschaft. 
Seine Frau brachte viel Geld in die Ehe, sodass Gut Leye umgebaut wurde. Der Saal im Herrenhaus wurde neu gestaltet, der Dachstuhl angehoben, der Innenhof erneuert, und die beiden Seitenflügel zweigeschossig umgebaut. In den Jahren 1905 und 1913 wurden die seitlichen Vorgebäude von Gut Leye durch Clemens-August Freiherr Ostman von der Leye restauriert und erweitert. 1911 wurden an der Allee am Gut Leye die Anpflanzungen mit Douglasfichten angelegt. Die 1906 am Ostgebäude gebaute Kapelle wurde bereits 1912 mit einem Kuppeldach umgestaltet. Am Westgebäude entstand ein Anbau für Kutschen, Kraftwagen und landwirtschaftliche Fahrzeuge. Ein Park mit englischen und französischen Gestaltungselementen entstand hinter dem Herrenhaus, auch ein Tennisplatz, ein Teich und ein Steingarten.

### Der Zweite Weltkrieg
Im Zweiten Weltkrieg fielen einige Bomben in unmittelbarer Nähe des Hauses. Scheiben barsten, einige Dächer wurden beschädigt.
Nach Kriegsende wurde Gut Leye von einer Versorgungstruppe des britischen Militärs beschlagnahmt. Truppenangehörige warfen Porzellan aus dem Fenster und durchlöcherten mit ihren Bajonetten die Ölgemälde der Ahnengalerie. Die Familie Ostman von der Leye musste innerhalb von 24 Stunden das Herrenhaus räumen und zog in das Forsthaus. 1946 verließen die britischen Truppen das Gut. Die mit Malerei dekorierten Wände und Türen hatten gelitten.
Nach dem Tod von Clemens-August übernahm der älteste Sohn Franz Ludwig das Erbe. Er war Landschaftsrat und Major der Reserve.

### Das Kinderheim
Nach dem Auszug der Truppen 1946 bis einschließlich 1960 wurde Gut Leye komplett, bis auf die Stallungen, an den Bischöflichen Stuhl von Osnabrück verpachtet. 

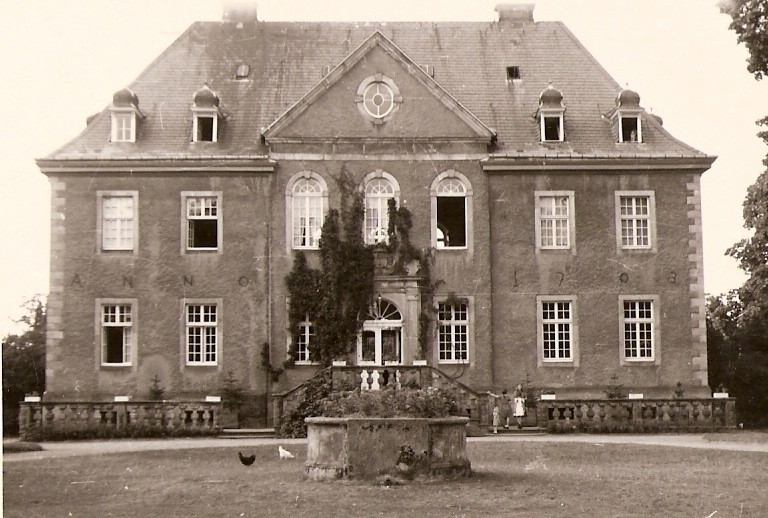
Gut Leye 1948 als Kinderheim

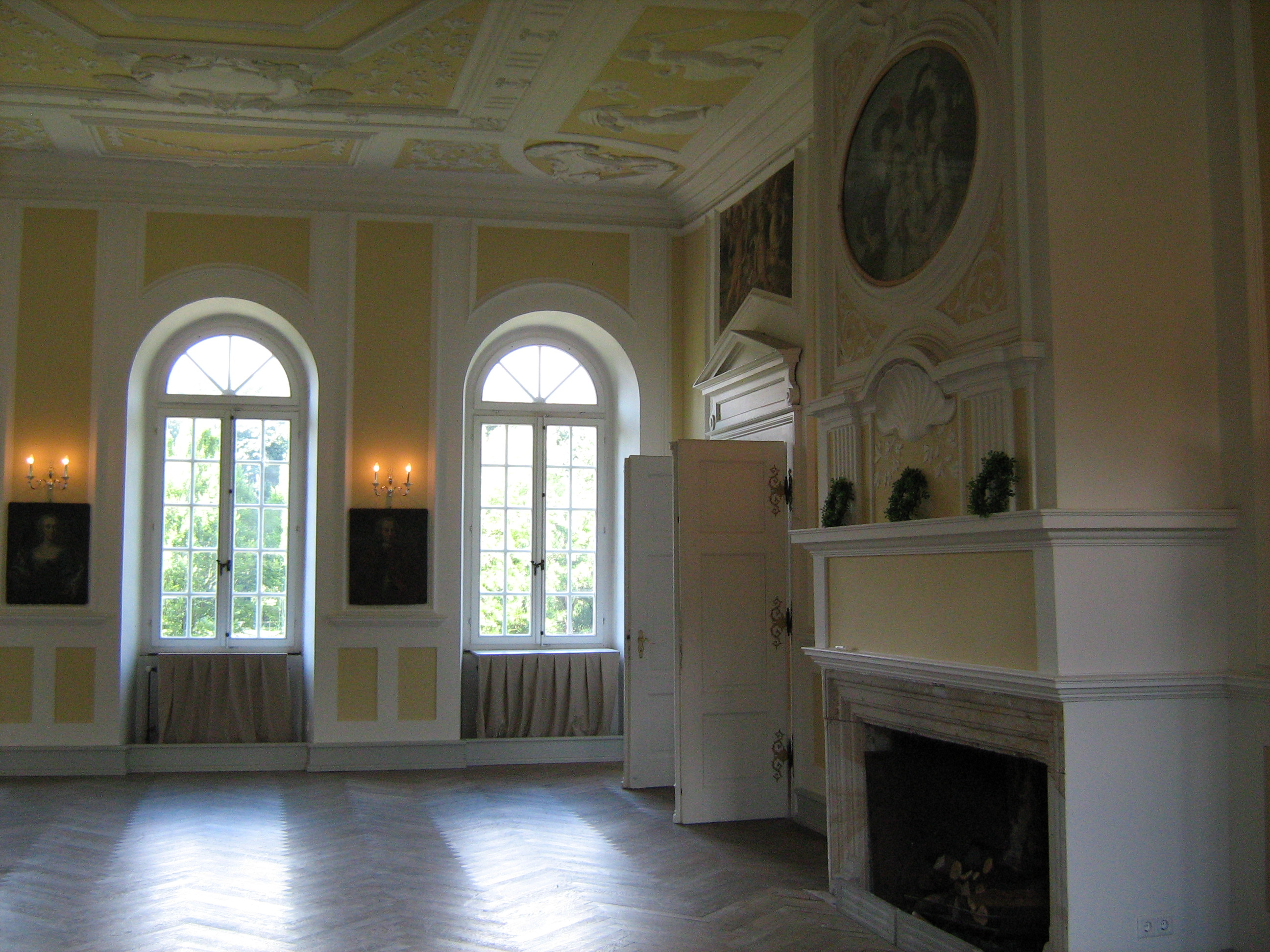
Ehemaliger Schlafraum

Das Gut wurde als Kinderheim für etwa 70 Kinder im Alter von 4 bis 14 Jahren, die zuvor im Mutterhaus der Franziskanerinnen in Thuine notdürftig untergebracht waren, genutzt. So wurde der hohe große Saal (ca. 13 × 8) als Schlafraum für rund 40 Kinder benutzt. Er war mit einer Stuckatur-Decke und Kaminverzierung geschmückt; die Wandmalereien von Wilhelm A. Friesel waren noch vorhanden.
Im Jahr 1956 zog Clemens Ludwig Ostman von der Leye nach der Heirat mit seiner Frau vom Forsthaus in das westliche Seitengebäude. Die Heimkinder gaben dieser Hochzeit einen außergewöhnlichen Rahmen, angefangen vom Schmücken bis hin zu ihren Darbietungen während des Festes. Ab Oktober 1957 verließen die Kinder das Gut Leye und zogen nach Osnabrück-Sonnenhügel in ein neues Don Bosco Kinderheim, welches von Bischof Helmut Hermann Wittler eingeweiht wurde. 
Als erstes wurde das östliche Seitengebäude als Kinderheim geräumt. Nach entsprechenden Umbauten konnten diese Wohnungen wieder vermietet werden. Die Kapelle wurde von der Pfarrei Eversburg übernommen, die sie noch heute nutzt. Der jeweilige Geistliche bekam seinerzeit eine Wohnung auf Gut Leye gestellt.

### Das leerstehende Herrenhaus
Das Herrenhaus von Gut Leye wird seit 1962 nicht mehr bewohnt. Im Jahr 1964 übernahm Clemens Ludwig, Leutnant der Reserve und staatlich geprüfter Landwirt, die Bewirtschaftung von Gut Leye. Sein Vater Franz Ludwig starb im Jahr 1979. 
Um das Herrenhaus zu erhalten, hatte das Land Niedersachsen Anfang der 1980er Jahre eine halbe Million DM zur Verfügung gestellt. 1982 begannen die Arbeiten der Restaurierung für das barocke Herrenhaus, das dauerhaft unter Denkmalschutz gestellt worden war. Die gesamte Außenfassade einschließlich des Dachstuhls und des Außenanstrichs wurde erneuert. Das Dach wurde mit spanischem Schiefer eingedeckt, und neue Fenster und Türen wurden eingebaut. Der Keller wurde durch eine Drainage trockengelegt und ein Fahrstuhlschacht vom Keller bis zum Dachgeschoss wurde eingezogen. Die Baumaßnahmen standen unter Aufsicht vom Denkmalschutz.
Alle Pläne, das Herrenhaus wieder als Familiensitz zu bewohnen, wurden 1984 wieder aufgegeben, als Clemens Ludwigs Frau Roswitha, Freifrau Ostman von der Leye, geb. Freiin von Canstein starb. Auch die Energiekosten in den hohen Räumen machten ein Bewohnen unwirtschaftlich. Bauliche Veränderungen waren nicht erlaubt. 1988 heiratete Clemens Ludwig erneut und wohnte weiter im westlichen Seitengebäude. Das östliche Seitengebäude bewohnte früher das Personal vom Förster bis zum Gartenjungen. Heute sind dort Apartments eingerichtet.
Schon 1992 übergab Clemens Ludwig die Bewirtschaftung und den Besitz von Gut Leye, Gut Honeburg und Gut Altenhagen seinem Sohn Dominik. Im März 2004 verstarb Clemens Ludwig Ostman von der Leye. Seine Witwe wohnt weiter im westlichen Seitengebäude. Der Gutshof ist zum großen Teil verpachtet.